# سوربي جيوتي
سوربي جيوتي (بالإنجليزية: Surbhi Jyoti) ممثلة تلفزيونية هندية ولدت يوم 29 مايو 1988 في جالاندهار في" أقليم البنجاب الهندي"، بدأت مسيرتها الفنية عام 2010، وتُعرف بدورها زويا في مسلسل قبول وبيلا في ناغين.

## مهنة
شاركت في مسلسل ذهب ولم يعد ومسلسل قبول بجانب الممثل كاران سينغ غروفر لاحقاً راكيش بابات الذان جسدان شخصية أسد أحمد خان وهي بدور زويا فاروقي ، وفي الجزء الثالث مع الممثل كرانفير بوهرا الذي جسد دور أهيل وهي بدور إبنتا التؤام لزويا و أسد سانام و سيهار.
فازت بالعديد من الجوائز عن دورها ببطولة مسلسل قبول الجزء الأول والثاني والثالث والرابع والخامس و سلسلة الويب قبول 2.0.

## وصلات خارجية
- سوربي جيوتي على موقع IMDb (الإنجليزية)
- سوربي جيوتي على موقع قاعدة بيانات الفيلم (الإنجليزية)
- سوربي جيوتي على موقع كينوبويسك (الروسية)